# Grießenbach (Postau)
Grießenbach ist ein Ortsteil der Gemeinde Postau im niederbayerischen Landkreis Landshut. 

## Lage
Das Kirchdorf Grießenbach liegt etwa zwei Kilometer südwestlich von Postau am Rande des Isartals.

## Geschichte
Die großen Grabhügel vom Täuberlberg aus in Richtung Einaich stammen wohl aus der Hallstattzeit um 600 v. Chr. Der Burgstall westlich von Hahnreut verweist auf eine ehemalige kleinere Burg, über deren Untergang nichts nachgewiesen werden kann. Etwa zu Anfang des 6. Jahrhunderts nach Chr. siedelten sich die Bajuwaren in dem Gebiet an.
Im Jahr 1124 kam die Familie Grießenbeck hierher, die ursprünglich aus den Ansiedlungen Obergriesbach und Griesbeckerzell stammte. Die Grießenbecker bauten eine Burg und eine dem hl. Stephan geweihte Kapelle. Von ihnen erhielt der Ort auch seinen Namen. Grizpah oder Grizpach, wie er in älteren Urkunden genannt wird, stammt aus altdeutsch groiz, später gries, grieß Kies und bedeutet „kiesiger Bach“.
Von 1280 bis 1721 war das Obereigentum über Grießenbach dem Kloster Seligenthal übertragen. Im Dreißigjährigen Krieg zündeten 1634 und 1648 die Schweden zweimal das Gut an. Zum 14. Oktober 1721 konnte Felix Anton Ritter von Grießenbeck Schloss und Zugehör von Kloster Seligenthal zurückerwerben. Von 1732 bis 1842 war Grießenbach Hofmark im Rentamt Landshut und Gerichtsbezirk Rottenburg. Das Patrimonialgericht II. Klasse Grießenbach unter der Gerichtsherrschaft der Freiherrn Anton und Siegmund von Grießenbeck mit Gerichtssitz Oberköllnbach wurde am 22. März 1828 bestätigt. Um 1848 wurde das Land an die bewirtschaftenden Bauern übereignet.
Grießenbach gehörte zum 1862 geschaffenen Justizamt (Landgericht) und Bezirksamt, seit 1939 Landratsamt in Landshut. Wichtige Ereignisse waren 1865 die Eröffnung der Bahnstrecke Landshut–Plattling mit der Bahnstation Wörth sowie ab 1931 der Omnibus der Firma Fuchs von Mengkofen über Grießenbach nach Landshut. Die Gemeinde Grießenbach wurde im Zuge der Gebietsreform in Bayern zum 1. April 1971 mit der Gemeinde Postau vereinigt.
Die Entwässerung des Isarmooses begann 1907 und wurde 1924 abgeschlossen. Ein verbliebener Rest bildet unter anderem das einzige Brutgebiet des Rotschenkels in Niederbayern wurde deshalb als Vogelschutzgebiet Wiesenbrütergebiete im unteren Isartal – Teilbereich Mettenbacher und Grießenbacher Moos ausgewiesen.

## Sehenswürdigkeiten
- Filialkirche St. Stephan. Die Kirche, wohl um die Mitte des 14. Jahrhunderts errichtet, erhielt etwas später ihren Turm mit steilem Satteldach und die Sakristei. Die Inneneinrichtung mit den drei Altären ist barock. Die drei Kirchenglocken wurden von Georg Grießenbeck gestiftet und im Jahre 1583 vom Glockengießer Dandl gegossen „zur Ehre Marias und zum Gedächtnis an die Äbtissin Apollonia vom Kloster Seligenthal in Landshut“.
- Altes Schloss. Das um 1124 erbaute Schloss der Herren von Grießenbeck ist auf einem Stich von Michael Wening 1710 abgebildet und heute nur noch teilweise erhalten.
- Neues Schloss. Es wurde im 20. Jahrhundert neu aufgebaut.

## Vereine
- Freiwillige Feuerwehr Grießenbach
- König-Ludwig-Verein Grießenbach